# Glaciar do Forno
O Glaciar do Forno ou Glaciar Forno, como também é conhecido,  (em romanche:  Vadret del Forno) é uma geleira que nasce a 2 250 m na Cordilheira Bernina e está situado no cantão dos Grisões na Alta-Engadina da Suíça.